# پی‌دی‌آی
پی‌دی‌آی (انگلیسی: Pacific Data Images) شرکت فیلم‌سازی آمریکایی است، که در سال ۱۹۸۰ تأسیس شد و در سال ۲۰۱۵ برای بازسازی دریم ورکس انیمیشن تعطیل شد.